# Piippola
Piippola là một đô thị của Phần Lan.
Piippola tọa lạc tại tỉnh Oulu trong vùng Bắc Ostrobothnia. Đô thị Piippola có dân số 1.249 (2008-06-30) với diện tích là 464,98 km2 (179,53 dặm vuông Anh) trong đó có 9,28 km2 (3,58 dặm vuông Anh) là diện tích mặt nước. Mật độ dân số là 2,74 người trên mỗi km².
Đô thị này chỉ sử dụng tiếng Phần Lan.
Piippola sẽ được hợp nhất với Kestilä, Pulkkila và Rantsila ngày 1 tháng 1 năm 2009 để lập đô thị mới Siikalatva.